# Bodas que fueron famosas del Pingajo y la Fandanga
Bodas que fueron famosas del Pingajo y la Fandanga es una obra de teatro de José María Rodríguez Méndez, escrita en 1965 y estrenada en 1978.

## Argumento
Ambientada en 1898, es un retrato costumbrista de la España más desarraigada, centrando la acción en el casamiento entre Pingajo, excombatiente en la guerra de Cuba y la niña Fandanga, ganada en una apuesta. La euforia de Pingajo lo lleva a asaltar el casino con la intención de sufragar una ceremonia matrimonial espléndida. Pero es apresado durante la celebración y muere ajusticiado, junto a sus compañeros de juerga.

## Estreno
- Teatro Bellas Artes de Madrid el 21 de noviembre de 1978. Fue la primera obra representada en el Centro Dramático Nacional.
  - Dirección: José Luis Gómez.
  - Escenografía: Carlos Cytrynowsky.
  - Intérpretes: de José Bodalo, Manuel Alexandre, Fidel Almansa, Encarna Paso, Vicky Lagos, Aurora Pastor, Antonio Iranzo, Enrique Vivó, Avelino Cánovas, José Caride, Joaquín Molina, Imanol Arias y Adela Escartín.